# Chlorotettix bergi
Chlorotettix bergi är en insektsart som beskrevs av Rauno E. Linnavuori 1959. Chlorotettix bergi ingår i släktet Chlorotettix och familjen dvärgstritar. Inga underarter finns listade i Catalogue of Life.